# Амунд Рингнес (остров)

Остров Амунд Рингнес (на английски: Amund Ringnes) е 19-ият по големина остров в Канадския арктичен архипелаг. С площта си от 5255 км2 островът заема 25-о място в Канада и 111 в света. Административно принадлежи към територия Нунавут. Остров Амунд Рингнес е необитаем.
Островът се намира в северната част на архипелага. На изгок протока Маси го отделя от големия остров Аксел Хайберг, на юг протока Хендриксен – от остров Корнуол, а на запад протока Хасел – от остров Елеф Рингнес.
Бреговата линия с дължина 500 км е сравнително слабо разчленена. Релефът е равнинен, като само в северната част на острова има ниски въдвишения с височина до 265 м.
Източното крайбрежие на острова е открито на 16 април 1900 г. от Ото Свердруп, след което в продължение на един месец е изцяло открит и изследван от iпътниците на Свердруп Гунар Исаксен и Свере Хасел. Кръстен е на по-големия от двамата братя – Амунд Рингнес (1840-1904), собственици на норвежката пивоварна фирма „Рингнес“, спонсорирала експедицията на Ото Свердруп в Канадския арктичен архипелаг.
|  | Тази страница частично или изцяло представлява превод на страницата Amund Ringnes Island в Уикипедия на английски. Оригиналният текст, както и този превод, са защитени от Лиценза „Криейтив Комънс – Признание – Споделяне на споделеното“, а за съдържание, създадено преди юни 2009 година – от Лиценза за свободна документация на ГНУ. Прегледайте историята на редакциите на оригиналната страница, както и на преводната страница, за да видите списъка на съавторите. ВАЖНО: Този шаблон се отнася единствено до авторските права върху съдържанието на статията. Добавянето му не отменя изискването да се посочват конкретни източници на твърденията, които да бъдат благонадеждни. |